# Hussam Al Husseini

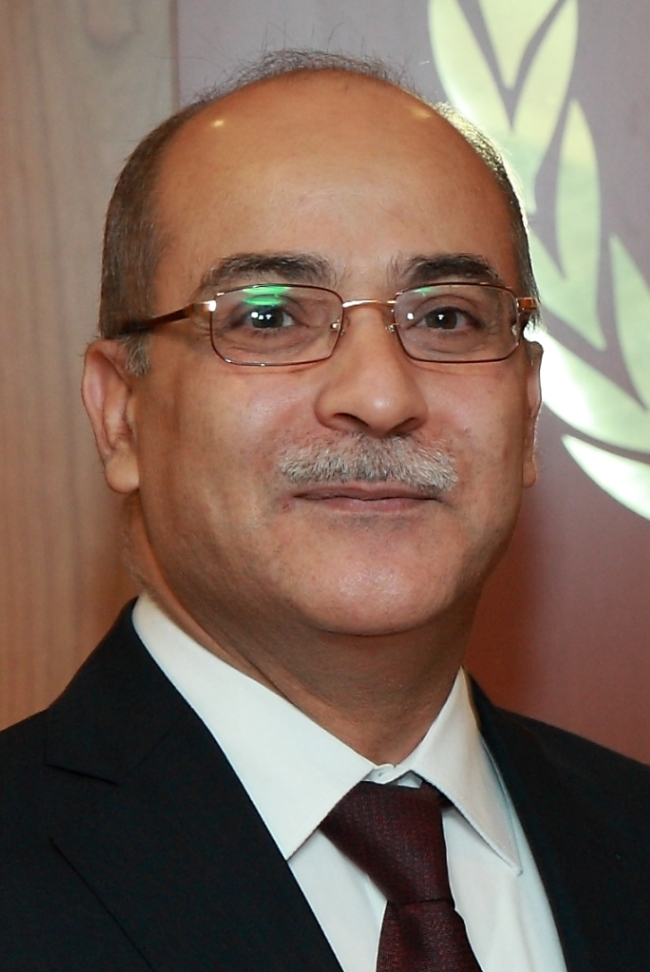
Hussam Al Husseini (2013)

Hussam Al Husseini (arabisch حسام الحسيني, DMG Ḥusām al-Ḥusainī; * 13. November 1965) ist ein jordanischer Diplomat. Seit 2019 ist er Botschafter Jordaniens in China, zuvor war er von 2013 bis 2018 Botschafter in Österreich und Ständiger Vertreter bei den internationalen Organisationen in Wien.

## Leben
Al Husseini studierte öffentliche Verwaltung an der Yarmuk-Universität (B.A., 1987) und trat 1991 in den jordanischen diplomatischen Dienst ein. Er arbeitete zunächst als Referent in der Abteilung für Vereinte Nationen und internationale Organisationen des jordanischen Außenministeriums, bevor er von 1993 bis 1998 als Attaché an der Botschaft in Tokio eingesetzt war. Anschließend war er kurzzeitig in der Politischen Abteilung des Außenministeriums tätig (1998) und übernahm 1999 die Leitung des Büros für die Koordinierung des Friedensprozesses. Es folgten Verwendungen als an der Botschaft in Pretoria (chargé d’affaires, 1999–2001), in der Abteilung für asiatische und afrikanische Angelegenheiten (Stellvertretender Direktor, 2001–2003), an der Ständigen Vertretung in Genf (Stellvertretender Ständiger Vertreter, 2003–2007), in der Abteilung Internationale Beziehungen und Organisationen (Stellvertretender Direktor, 2007–2008) und an der Botschaft in Brüssel (Stellvertretender Leiter der Mission und chargé d’affaires, 2008–2011). Von 2011 bis 2013 war er  Direktor der Abteilung für Europäische Angelegenheiten im jordanischen Außenministerium und Vertreter Jordaniens bei der Union für den Mittelmeerraum (Ko-Vorsitz mit der Europäischen Union ab 2012).
2013 wurde Al Husseini zum Botschafter in Österreich und Ständigen Vertreter bei den internationalen Organisationen in Wien ernannt. Es folgte eine Akkreditierung als nicht ansässiger Botschafter in der Slowakei (2014). Diese Positionen hatte er bis 2018 inne. Seit 2019 ist er Botschafter Jordaniens in China.
Al Husseini ist verheiratet und hat drei Kinder.